# وزارة الرياضة (فرنسا)
وزارة الرياضة الفرنسية (بالفرنسية: Ministère des Sports (France))‏ هي وزارة في حكومة فرنسا مسؤولة عن السياسة الرياضية والرياضة بشكل عام فضلاً عن تنظيم الألعاب الأولمبية الصيفية والألعاب الأولمبية للمعاقين لعام 2024.

## تاريخ
تغير أسم الوزارة عدة مرات منذ إنشائها ، حيث يتم دمجها أو فصلها مع وزارة التربية الوطنية. تشغل أميلي أوديا كاستيرا منصب وزيرة الرياضة والألعاب الأولمبية وأولمبياد المعاقين منذ عام 2022.